# Bleigericht
Bleigericht (Originaltitel: Dio li crea… io li ammazzo!) ist der Titel eines Italowestern, den Paolo Bianchini 1968 inszenierte. Am 5. Juni 1970 lief er in erheblich gekürzter Version im deutschsprachigen Raum an.

## Handlung
Da die Bank von Wells City ein beliebtes Ziel von Überfällen ist, beschließen die Stadtältesten, etwas zu unternehmen. Auf Vorschlag von Richter Kincaid engagieren sie für ein üppiges Gehalt den Revolverhelden Slim Corbett. Der arme Mexikaner Job hilft ihm bei seinen Ermittlungen, was außer dem Richter keiner befürwortet.
Als eine Postkutsche mit Gold von einer Gruppe Banditen überfallen wird, stellt Slim nach dem Angriff fest, dass einer der Anführer der Sheriff ist, der auch die gestohlenen Güter hortet. Der Mann hinter allem, der reiche Landbesitzer Douglas, tötet den Sheriff und schiebt die Schuld auf Corbett. In der Zwischenzeit hat Job das Gold entdeckt und kann das Gericht von Slims Unschuld überzeugen, wird dann aber von Douglas’ Leuten gefoltert. Corbett trifft zu seiner Rettung ein, die in blutigen Schießereien alle Banditen das Leben kostet.

## Kritik
Hart gingen die Kritiker mit dem Film ins Gericht: „Brutaler und zynischer Italo-Western“ war das Fazit des Lexikon des internationalen Films. Christian Keßler hält ihn für „nicht wirklich von Belang“. Das größte Manko des Films, so Film Mese, sei das Skript, das seine Geschichte nicht recht artikulieren könne, lobte aber: „Die wenigen Außenaufnahmen werden durch grandiose Studioszenen ersetzt.“ „Ein Western, bei dem von Anfang an offensichtlich ist, dass nur die müdesten Klischees aufgeboten werden, in Handlung, Dialog und Gewalt.“, so Segnalazine Cinematografiche.

## Bemerkungen
Innenaufnahmen entstanden in den Studios der Cosmopolitan Film in Tirrenia.
Der oftmals angeführte Aufführungstitel in der DDR, Bleigesicht, konnte nicht nachgewiesen werden. Es soll sich um einen Druckfehler in der Fernsehzeitung „FF Dabei“ gehandelt haben.
Das Titellied „God creates them, I kill them“ stammt von Hauptdarsteller Dean Reed, der es auch interpretiert.
Die Videofassung von Arcade war vom 28. Juni 1986 bis zum 31. Mai 2011 indiziert.

## Synchronisation
Dean Reed wird von Klaus Kindler gesprochen, Peter Martell von Manfred Schott, Staccioli von Thomas Reiner.